# Malveira
Malveira era una freguesia portuguesa del municipio de Mafra, distrito de Lisboa.

## Historia
Fue suprimida el 28 de enero de 2013, en aplicación de una resolución de la Asamblea de la República portuguesa promulgada el 16 de enero de 2013 al unirse con la freguesia de São Miguel de Alcainça, formando la nueva freguesia de Malveira e São Miguel de Alcainça.

## Patrimonio
Posee un vasto patrimonio cultural e histórico, y una de las ferias más famosas del país, cuyo inicio se remonta a finales del siglo XVII siendo la primera “libre de derechos”, por carta. de D. Maria I.
En repostería, el manjar más famoso es la trouxa una receta que existe desde hace más de un siglo, y consiste en un pequeño pastel relleno de deliciosa crema.